# 黃鉞 (洪武進士)
黃鉞 ，字宗武，江西撫州府臨川縣人，明朝政治人物、進士出身。

## 生平
鄉試第七名。洪武四年，會試一百零四名，登進士三甲，授河南府登封縣縣丞。